# سيلفي فليب
من مواليد في بولوني بيانكور فهي ممثلة ومخرجة وكاتبة سيناريو ومخرجة فرنسية .
1. ↑  مذكور في: ألو سيني. مُعرِّف شخص في ألو سيني (AlloCiné): 69513. الوصول: 17 يناير 2023. لغة العمل أو لغة الاسم: الفرنسية. المُؤَلِّف: جيان بلان.